# The Wheel : Le Cercle des 7
The Wheel : Le Cercle des 7 est un jeu télévisé français coproduit par Satisfaction – The Television Agency  et Warner Bros. International Television Production France et diffusé sur TF1 du 9 au 30 juin 2023. Il s'agit d'une adaptation d'une émission britannique.

## Développement
La version française, présentée par Arthur, du format The Wheel a été annoncée pour la première fois fin 2022.

## Principe du jeu
Le principe de base du jeu est que sept personnalités sont invitées à participer avec pour mission d'aider trois candidats à gagner une somme d'argent en répondant à des questions de culture générale. Le concept du jeu rappelle celui de La Roue de la fortune.

## Invités
Émission 1 : Caroline Anglade, Julie De Bona, Philippe Manœuvre, Michel Sarran, Elie Semoun, Shy’m, Arnaud Tsamère, Clarisse Agbegnenou, Karima Charni et Alex Vizorek
Émission 2 : Gérard Jugnot, Baptiste Lecaplain, Philippe Croizon, Bernard Werber, Mathilda May, Booder, Camille Cerf, Frank Leboeuf, Laurent Luyat et Yves Camdeborde
Émission 3 : Valérie Trierweiler, Florent Peyre, Caroline Margeridon, Gérémy Crédeville, Chris Marques, Anne Roumanoff, Christophe Beaugrand, Jeanfi Janssens, Joyce Jonathan et Camille Lacourt

## Audiences et diffusion
| Épisode | Date de diffusion | Horaire de diffusion | Nombre de téléspectateurs | Part de marché  | Part de marché | Classement des audiences | Réf.  |
| Épisode | Date de diffusion | Horaire de diffusion | Nombre de téléspectateurs | (4 ans et plus) | (FRDA-50)      | Classement des audiences | Réf.  |
| ------- | ----------------- | -------------------- | ------------------------- | --------------- | -------------- | ------------------------ | ----- |
| 1       | 9 juin 2023       | 21 h 10 – 22 h 15    | 2 560 000                 | 14,2 %          | 27,3 %         | 2e                       | [ 4 ] |
| 1       | 9 juin 2023       | 22 h 20 – 23 h 40    | 2 360 000                 | 18,2 %          | 33,7 %         | 2e                       | [ 4 ] |
| 2       | 23 juin 2023      | 21 h 10 – 22 h 15    | 1 890 000                 | 11,7 %          | 22,1 %         | 2e                       | [ 5 ] |
| 2       | 23 juin 2023      | 22 h 20 – 23 h 40    | 1 710 000                 | 14,8 %          | 24,4 %         | 2e                       | [ 5 ] |
| 3       | 30 juin 2023      | 21 h 10 – 22 h 15    | 2 020 000                 | 11,8 %          | 24,8 %         | 3e                       | [ 6 ] |
| 3       | 30 juin 2023      | 22 h 20 – 23 h 40    | 1 630 000                 | 12,5 %          | 20,2 %         | 3e                       | [ 6 ] |

Légende :
- Les plus hauts chiffres d'audience
- Les plus bas chiffres d'audience